# Oxytelus laqueatus
Oxytelus laqueatus är en skalbaggsart som först beskrevs av Thomas Marsham 1802.  Oxytelus laqueatus ingår i släktet Oxytelus och familjen kortvingar. Arten är reproducerande i Sverige. Inga underarter finns listade i Catalogue of Life.